# Калинина (Казань)
Калинина, имени Калинина (Калининский, тат. Калинин, Kalinin) — посёлок в Кировском районе Казани.

## География
Посёлок расположен на западе Кировского района, окружённый со всех сторон железнодорожными путями (северным и южным железнодорожным ходами и соединительным путём между ними).

## История
Официально зарегистрирован в 1959 году (фактически существовал не менее чем с 1956 года; часть территории современного посёлка была присоединена к Казани не позднее 1958 года) и с момента возникновения входил в состав Красногорского сельсовета Зеленодольского района Татарской АССР. В 1964 году вместе с несколькими другими населёнными пунктами были присоединён к посёлку Красная Горка, тем же указом получившего статус рабочего посёлка. В следующем году, как часть Красной Горки, посёлок Калинина вошёл в состав Казани. Вскоре после присоединения к Казани, в 1966–1969 годах, бо́льшая часть улиц посёлка была переименована в целях устранения дублирующих названий; некоторые из улиц за этот период были переименованы дважды.
В позднесоветский период крупнейшими предприятиями посёлка являлся головной ремонтно-восстановительный поезд № 14 (ГОРЕМ-14) треста «Казтрансстрой» (229 работников в 1979 году, 321 в 1989 году, средняя месячная зарплата 138 руб. в 1979, 189 руб. в 1988) и Аракчинская меховая фабрика (199 работников в 1988 году, ср. з/п 234 руб.).
В советское время часть домов посёлка имела ведомственную принадлежность (трест «Казтрансстрой», Водрем-2).

## Улицы
- Берёзовый переулок (тат. Каенлы тыкрык, Qayınlı tıqrıq, бывшая улица Юдина, переименована 29 марта 1966 года).[9] Пересекается с Ново-Аракчинской улицей. Длина — 0,05 км.[15]
- Грушевый переулок (тат. Армытлы тыкрык, Armıtlı tıqrıq, бывшая Школьная улица, переименована 29 марта 1966 года).[9] Начинаясь от Равнинной улицы, заканчивается пересечением с Ново-Аракчинской улицей. Длина — 0,3 км.[16]
- Еловая (тат. Чыршылы урам, Çırşılı uram). Начинаясь от Ново-Аракчинской улицы, заканчивается пересечением с 3-й Красноборской улицей. Длина — 0,3 км.[17]
- Завокзальная (часть)
- Звёздная
- Кедровый переулок (тат. Эрбетле тыкрык, Erbetle tıqrıq, бывшая Октябрьская улица, переименована 29 марта 1966 года).[9] Начинаясь от Равнинной улицы, заканчивается пересечением с Ново-Аракчинской улицей. Длина — 0,2 км.[18]
- Красноборская 1-я (тат. 1 нче Пәнҗәр урамы, 1 nçe Päncär uramı, названа 29 мая 1958 года).[19] Начинаясь от Звёздной улицы, пересекает Завокзальную улицу и заканчивается пересечением с Поперечно-Красноборской улицей. Длина — 0,2 км.[20] Названа по селу Красный Бор, на тот момент — районный центр в Татарской АССР.[21]
- Красноборская 2-я (тат. 2 нче Пәнҗәр урамы, 2 nçe Päncär uramı, названа 29 мая 1958 года).[19] Начинаясь от переcечения с Завокзальной и Ново-Аракчинской улицами, заканчивается пересечением с Поперечно-Красноборской улицей. Длина — 0,15 км.[22]
- Красноборская 3-я (тат. 3 нче Пәнҗәр урамы, 3 nçe Päncär uramı, названа 29 мая 1958 года).[19] Начинаясь от переcечения с Поперечно-Красноборской улицей, пересекает Еловую улицу и заканчивается недалеко от завода по производству поролона. Длина — 0,2 км.[23]
- Липовый переулок (тат. Юкәле тыкрык, Yükäle tıqrıq, бывшая Красная улица, переименована 29 марта 1966 года).[9] Начинаясь от Равнинной улицы, заканчивается пересечением с Ново-Аракчинской улицей. Длина — 0,2 км.[24]
- Лиственный переулок (тат. Карагайлы тыкрык, Qarağaylı tıqrıq, бывшая Казанская улица, переименована 29 марта 1966 года).[9] Начинаясь от Равнинной улицы, заканчивается пересечением с Ново-Аракчинской улицей. Длина — 0,2 км.[24]
- Ново-Аракчинская (тат. Яңа Уракчы урамы, Yaña Uraqçı uramı). Начинаясь от 1-й Красноборской улицы, пересекает улицы 2-я Красноборская, Литвенный переулок, Еловая улица, Кедровый переулок, Чусовая, Параллельная, Поперечно-Равнинная, Грушевый, Яблоневый, Ореховый, Липовый, Ясеневый, Берёзовый переулки и заканчивается пересечением с Равнинной улицей. Длина — 1,5 км.[25]
- Ореховый переулок (тат. Чикләвекле тыкрык, Çikläwekle tıqrıq, бывшая Волжская улица, переименована 29 марта 1966 года).[9] Начинаясь от Равнинной улицы, заканчивается пересечением с Ново-Аракчинской улицей. Длина — 0,2 км.[26]
- Параллельная (тат. Буйдаш урам, Buydaş uram, бывшая Комсомольская улица, переименована 29 марта 1966 года, затем Сиреневый переулок, переименован 18 февраля 1969 года).[9][11] Начинаясь от Равнинной улицы, заканчивается пересечением с Ново-Аракчинской улицей. Длина — 0,3 км.[27]
- Поперечно-Красноборская (тат. Аркылы Пәнҗәр урамы, Arqılı Päncär uramı, с 29 мая 1958 года 4-я Красноборская, позже переименована).[19] Начинаясь от 3-й Красноборской улицы, пересекает 2-ю и 1-ю Красноборские улицы и заканчивается пересечением с безымянным проездом. Длина — 0,3 км.[28]
- Поперечно-Равнинная (тат. Аркылы Тигезлек урамы, Arqılı Tigezlek uramı, бывшая Зелёная улица, переименована 29 марта 1966 года, затем Черёмуховый переулок, переименован 18 февраля 1969 года).[9][11] Начинаясь от Равнинной улицы, заканчивается пересечением с Ново-Аракчинской улицей. Длина — 0,3 км.[29]
- Равнинная (тат. Тигезлек урамы, Tigezlek uramı, бывшая Переселенческая улица, переименована 29 марта 1966 года, затем Крайняя улица, переименован 28 ноября 1967 года).[9][10] Начинаясь от Ново-Аракчинской улицы пересекается с переулками Ясеневый, Липовый, Ореховый, Яблоневый, Грушевый, улицами Поперечно-Равнинная, Параллельная, Чусовая, переулками Кедровый и Лиственный. Длина — 1,4 км.[30]
- Чусовая (тат. Чусавай урамы, Çusaway uramı, бывшая улица Нариманова, переименована 29 марта 1966 года, затем Ольховый переулок, переименован 18 февраля 1969 года).[9][11] Начинаясь от Равнинной улицы, заканчивается пересечением с Ново-Аракчинской улицей. Длина — 0,3 км.[31]
- Яблоневый переулок (тат. Алмагачлы тыкрык, Almağaçlı tıqrıq, бывшая Затонская улица, переименована 29 марта 1966 года).[9] Начинаясь от Равнинной улицы, заканчивается пересечением с Ново-Аракчинской улицей. Длина — 0,2 км.[32]
- Ясеневый переулок (тат. Корычагач тыкрыгы, Qorıçağaç tıqrığı, бывшая улица Тукая, переименована 29 марта 1966 года).[9] Начинаясь от Равнинной улицы, заканчивается пересечением с Ново-Аракчинской улицей. Длина — 0,2 км.[33]

## Социальная инфраструктура
- Почтовое отделение 420079.[34]
- До 2000-х годов в посёлке работала Аракчинская фабрика меховых изделий (в советское время Аракчинский цех меховых изделий ПО «Меховщик»).[35][36] В 2000 году был открыт завод по производству поролона.[37]

## Транспорт
Общественный транспорт в посёлок не ходит. Ближайшие остановки общественного транспорта — «Затон», «Гипсовый завод» и «Новостройка» на Приволжской улице.
Вблизи посёлка — железнодорожная станция Восточный парк и остановочный пункт ЖБК-2 Казанского отделения ГЖД.